# Calliactis parasitica
Calliactis parasitica es una especie de anémona de mar asociada con los cangrejos ermitaños. Vive en el océano Atlántico oriental y en el mar Mediterráneo a profundidades entre la zona intermareal y 60 m. Tiene una tamaño de hasta 10 × 8 cm, con hasta 700 tentáculos, y es de color muy variable. La relación entre C. parasitica y el cangrejo ermitaño es mutualista: la anémona de mar protege al cangrejo ermitaño con sus picaduras y se beneficia de la comida arrojada por los movimientos del cangrejo ermitaño.

## Descripción
Calliactis parasitica mide hasta 10 cm de alto, y 8 cm de ancho, con la base de la columna ligeramente más ancha. La superficie de la columna es áspera y coriácea con una apariencia granulosa, pero no tiene tubérculos y no está dividida en secciones. Su coloración es variable, pero suele ser de color crema o beige, con manchas y rayas de color marrón rojizo o grisáceo, que tienden a formar rayas verticales.
El disco basal es cóncavo y puede adherirse firmemente al sustrato. Por encima de esto se encuentra el limbo (la unión entre el disco basal y la columna), y justo encima están los cinclides relativamente prominentes (poros especializados), cada uno en un pequeño montículo. Estos emiten fácilmente acontia filiforme (picaduras) cuando se molesta al animal. En la parte superior de la columna hay hasta 700 tentáculos delgados de longitud moderada. Son translúcidos y de color amarillento a naranja, con líneas longitudinales de color marrón rojizo.

## Distribución
Calliactis parasitica se encuentra en el océano Atlántico nororiental y el mar Mediterráneo. Su área de distribución atlántica se extiende desde el suroeste de Europa hasta las costas occidentales de Gales e Irlanda, y el Canal de la Mancha. Aunque esta especie se ha registrado en el sur del mar del Norte, esos registros se consideran dudosos. La distribución de profundidad de C. parasitica varía desde una profundidad de 60 m hasta la zona sublitoral; rara vez se encuentra en la zona litoral.

## Ecología

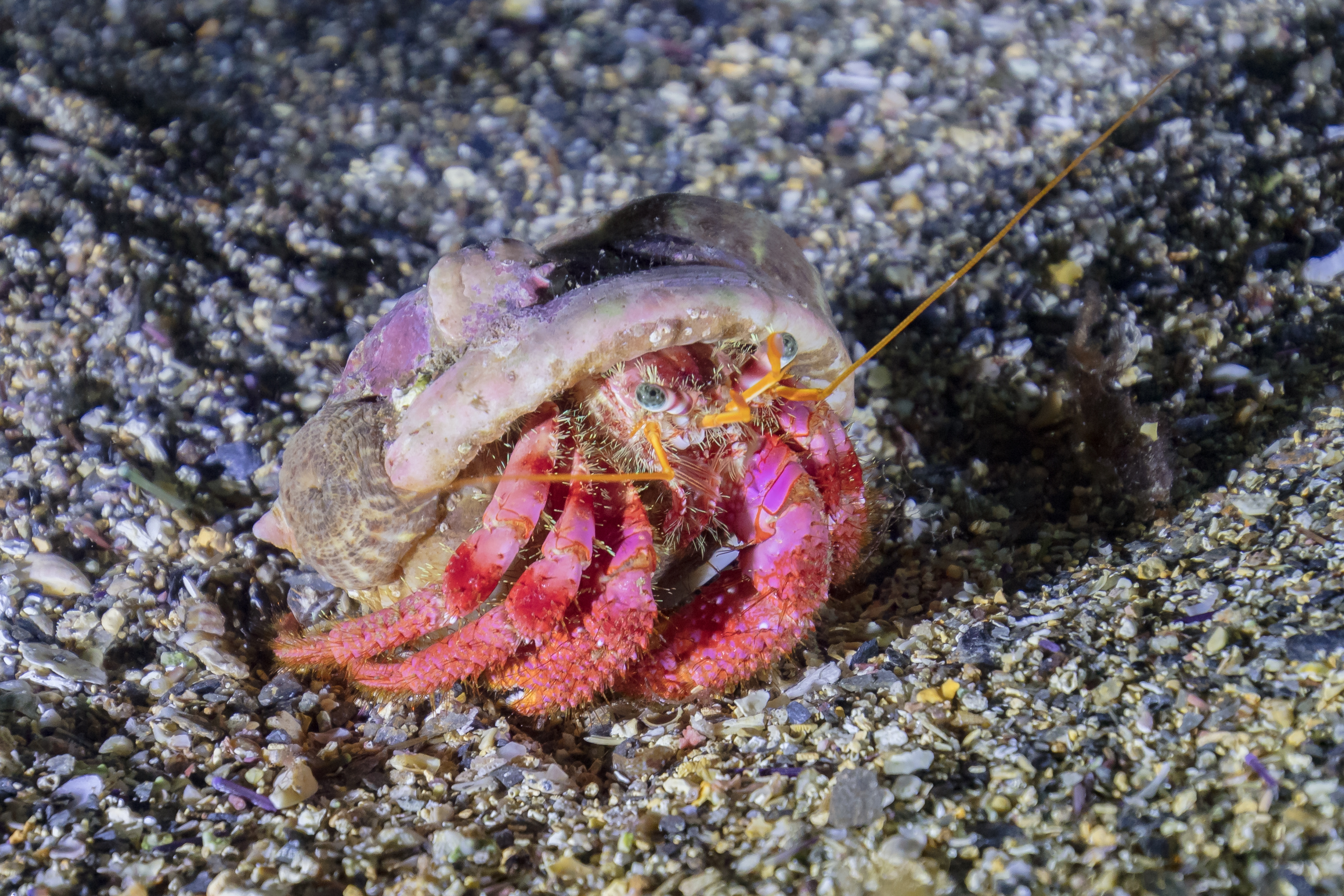
Cangrejo ermitaño (Dardanus calidus) con C. parasitica.

Aunque Calliactis parasitica ocasionalmente se adhiere a piedras o conchas vacías, normalmente se encuentra en una concha de gasterópodo habitada por un cangrejo ermitaño, y varios individuos pueden vivir en la misma concha. En las islas británicas, el cangrejo ermitaño suele ser Pagurus bernhardus, pero otras especies pueden estar asociadas con C. parasitica en otras partes de su área de distribución. Se cree que C. parasitica usa una señal química para detectar su caparazón favorito, el del caracol Buccinum undatum, porque se ha observado en acuarios que monta el caparazón de un B. undatum vivo, aunque el caracol asegura que la anémona de mar no permanece allí.
Calliactis parasitica puede sobrevivir sin el cangrejo ermitaño, y el cangrejo ermitaño puede sobrevivir sin C. parasitica, pero se asocian entre sí para beneficio mutuo; esto se conoce como mutualismo. El cangrejo ermitaño obtiene protección frente a sus depredadores por la picadura de la anémona de mar, y la anémona de mar obtiene un aumento de alimento del material arrojado por los movimientos del cangrejo ermitaño. La relación aparentemente es instigada por la anémona de mar, que inicia una compleja serie de maniobras para montar el caparazón que porta el cangrejo ermitaño; el cangrejo ermitaño permanece pasivo mientras se realizan estas maniobras.
Los pulpos evitarán las conchas que contienen C. parasitica, pero persistirán en atacar las conchas que contengan el cangrejo ermitaño Pagurus proudaux y la anémona de mar Adamsia palliata. En entornos de acuario, el mutualismo entre C. parasitica y el cangrejo ermitaño Dardanus arrosor puede romperse; esta descomposición se previene o revierte cuando las señales químicas de los pulpos están presentes. Por lo tanto, la presencia de cefalópodos puede ser necesaria para que se mantenga la relación entre el cangrejo ermitaño y la anémona.

## Taxonomía
Calliactis parasitica fue descrita por primera vez bajo el nombre de Actinia parisitica, en la Fauna de Cornualles. Este trabajo fue iniciado por Jonathan Couch, pero el tercer volumen, en el que se describe C. parasitica, fue escrito por su hijo, Richard Quiller Couch. Couch consideró que su nueva especie "probablemente puede considerarse una variedad de Actinia gemmacea (ahora Aulactinia verrucosa)", aunque sus ejemplares "no tenían apariencia de pertenecer a esa especie".

## Toxina
La calitoxina (CLX), deriva su nombre de la anémona de mar Calliactis parasitica.

## Galería de imágenes

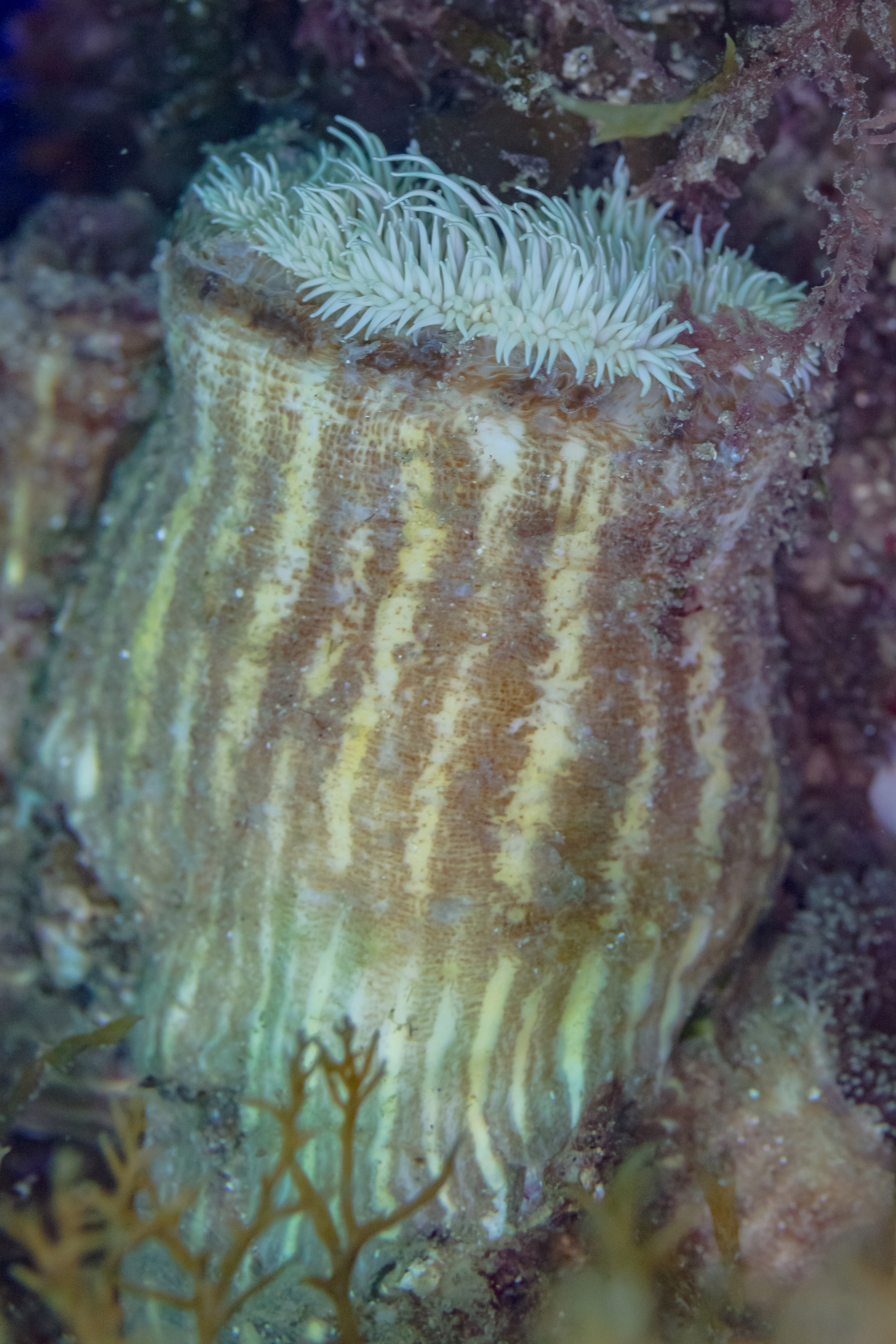
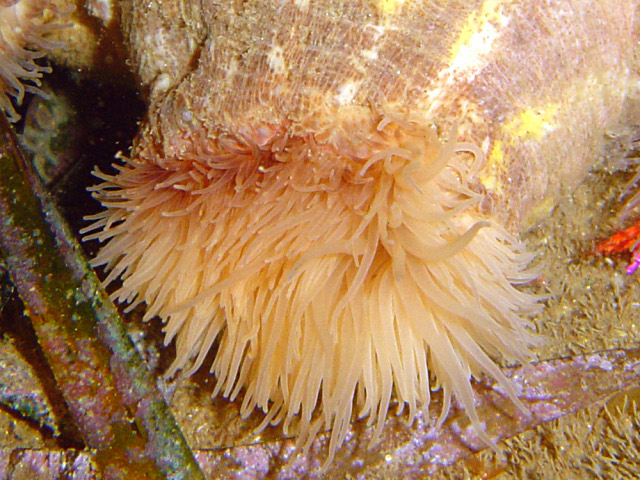
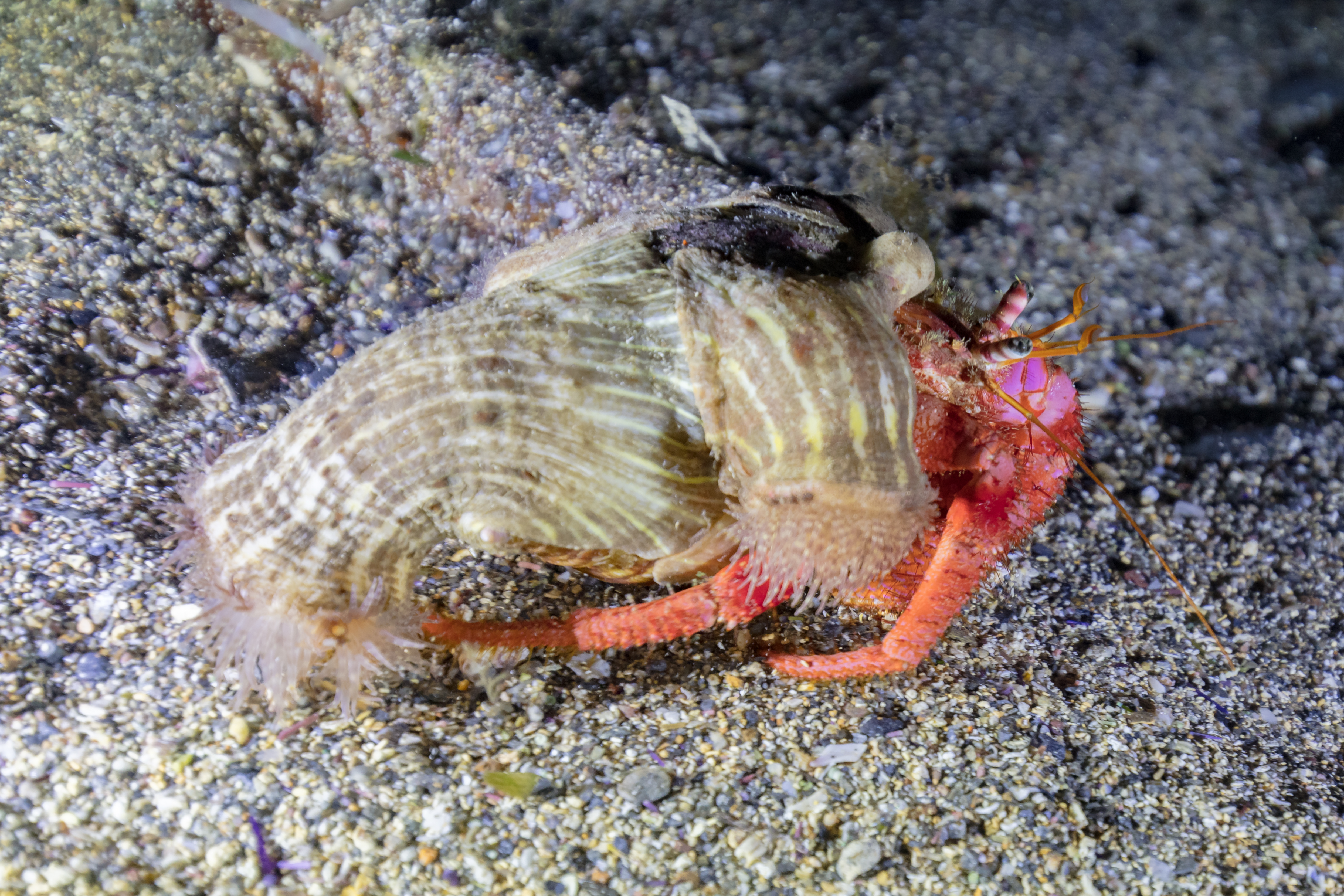
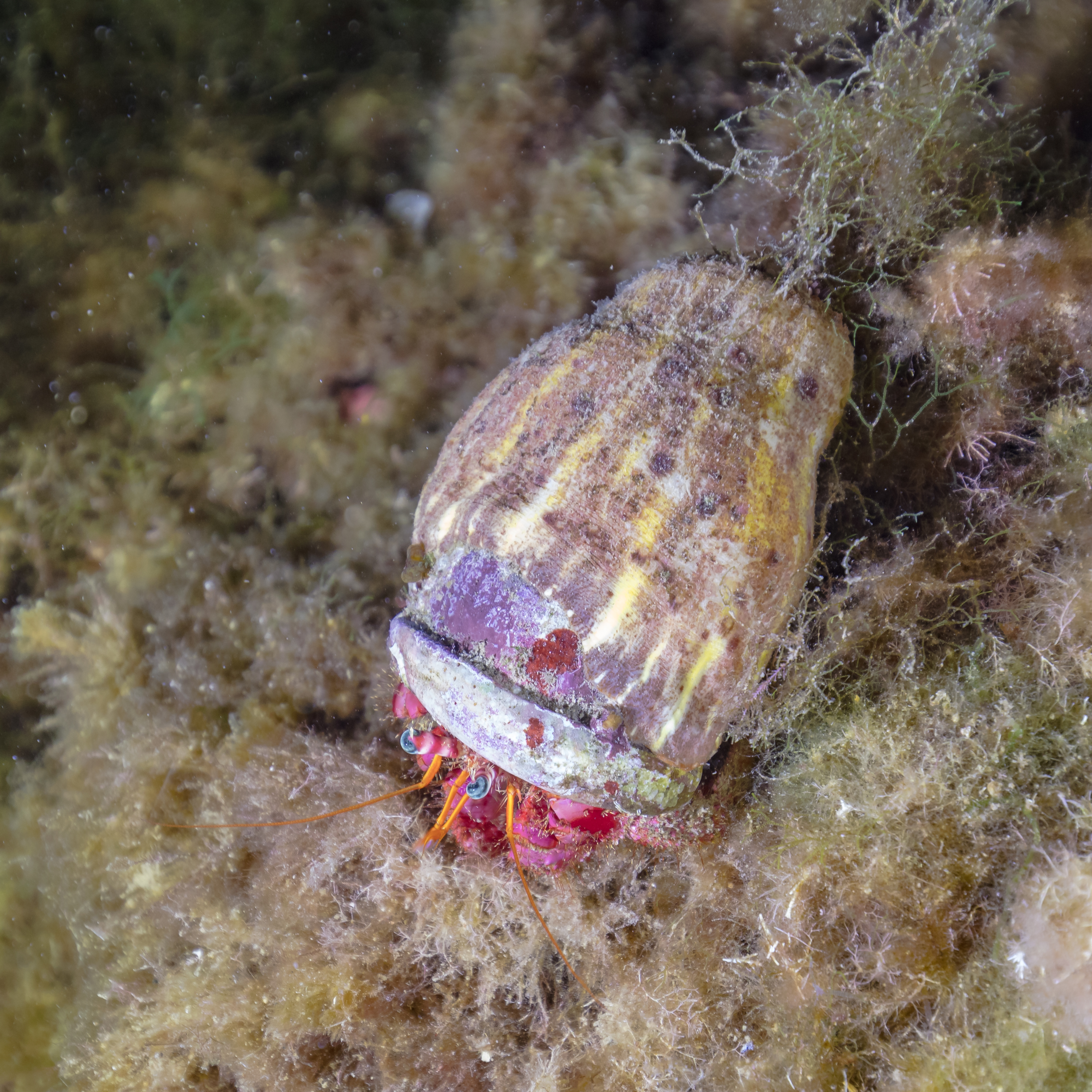
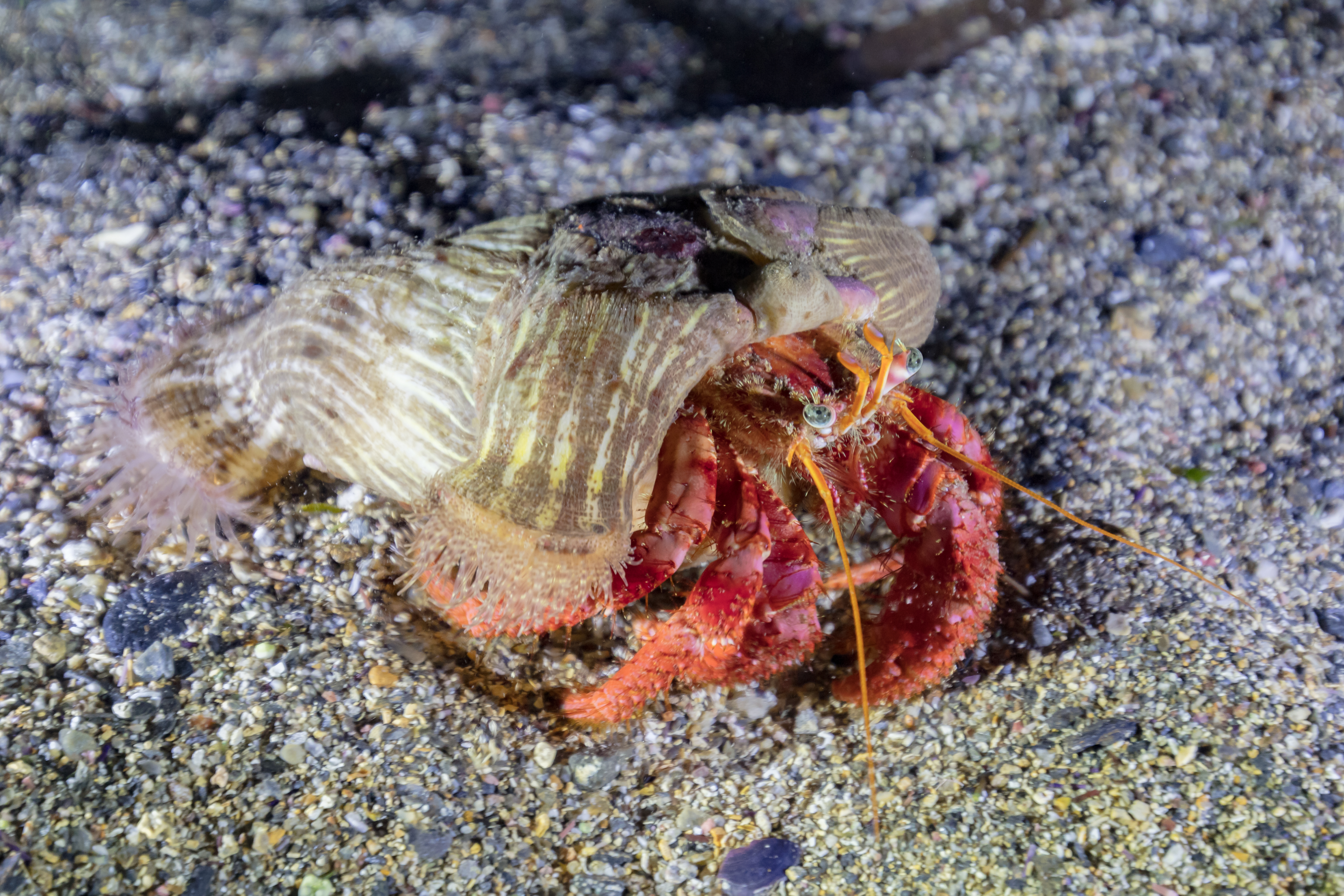
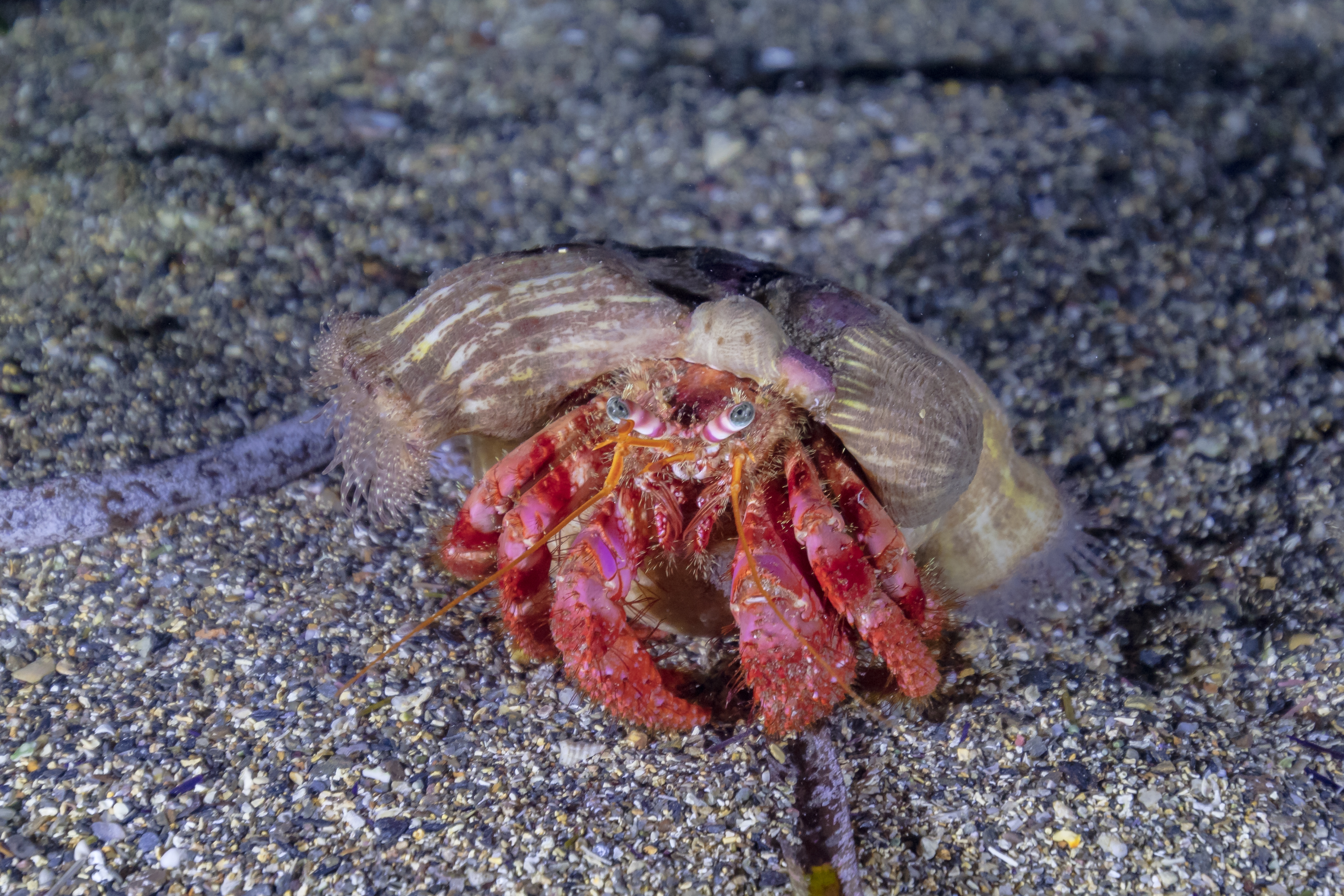